# Opuntia aciculata

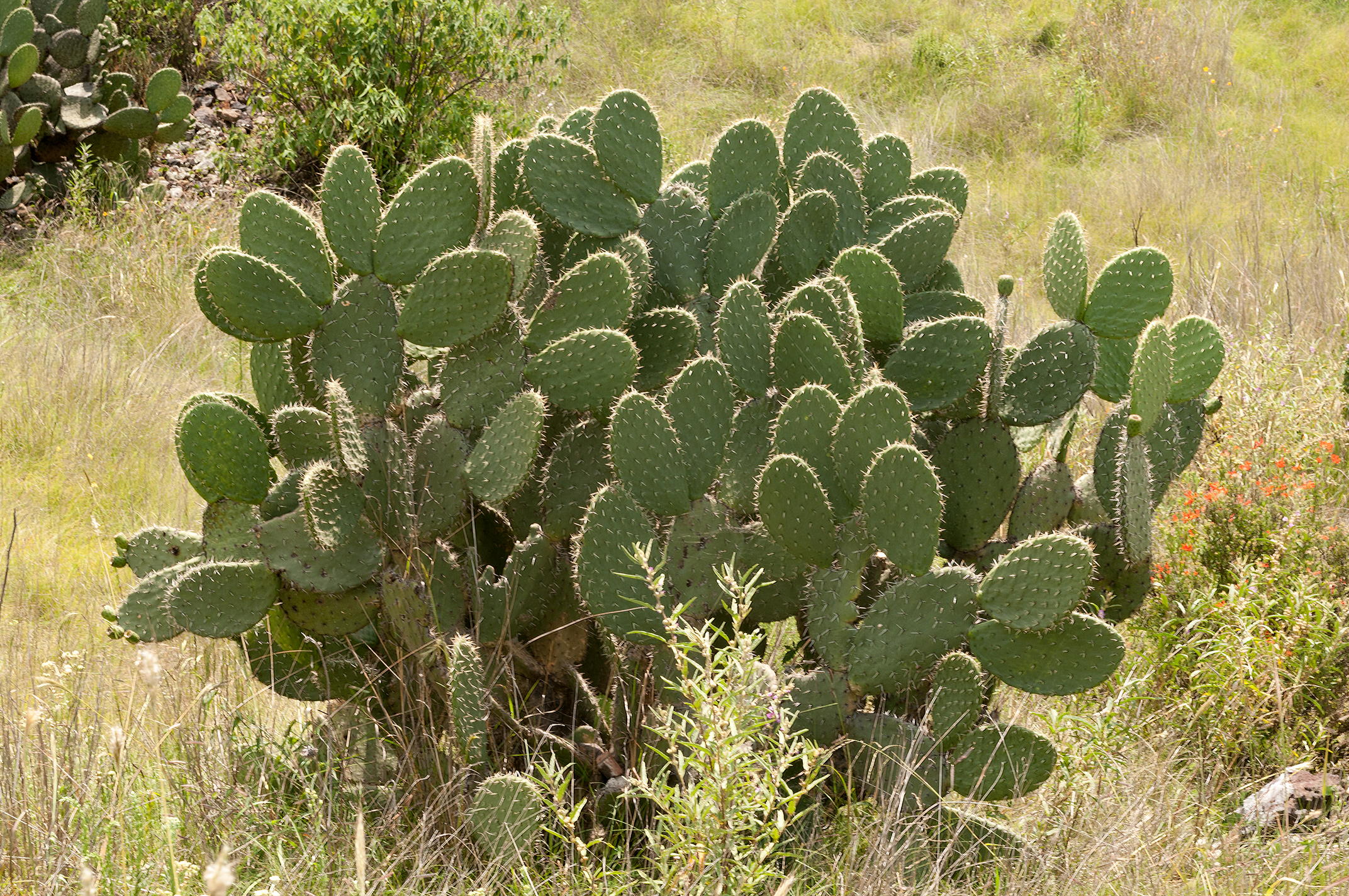
Opuntia aciculata en Mexico

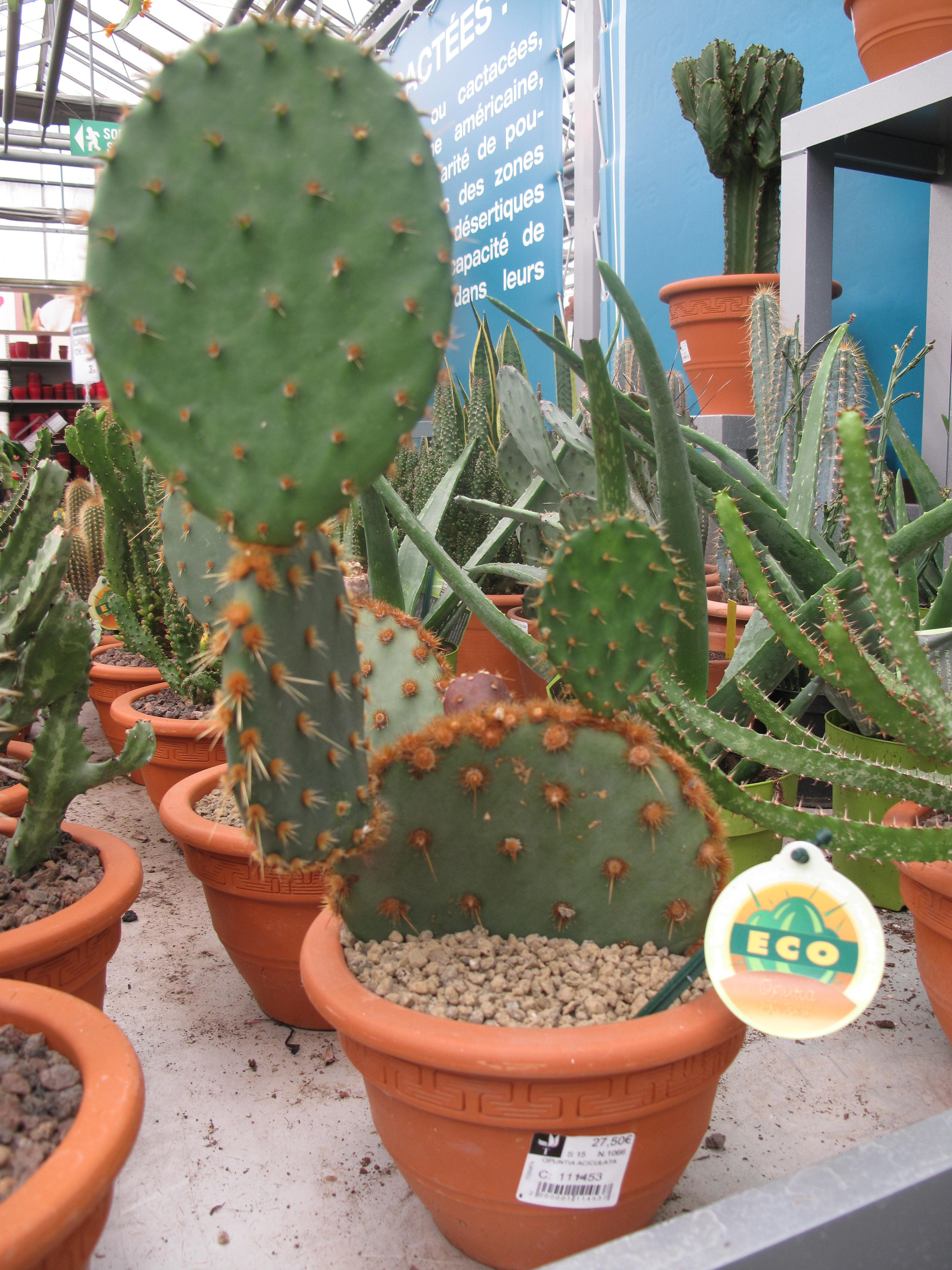
Vista de la planta

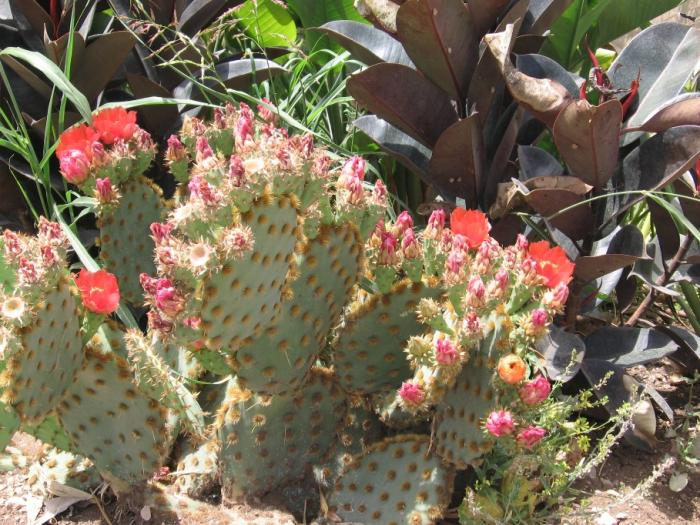
Amb flors

Opuntia aciculata és una espècie de fanerògama de la família de les cactàcies. És nativa de Nuevo León, Tamaulipas a Mèxic i Texas als Estats Units.
És un cactus de port arbustiu, tan ramificat que sol ser més ample (fins a 3 m) que alt (no supera el metre). Els segments són de 10-12 cm, ovoides o arrodonits, de color verd pàl·lid o glauc. Grans arèoles molt juntes entre si, amb nombrosos gloquidis. Espines de color marró amb la punta groga, de 3,5 a 5 cm de longitud, primes, aciculars i freqüentment replegades. Flors daurades, estigma amb de 8 a 10 lòbuls verdosos.

## Taxonomia
Opuntia aciculata va ser descrita per David Griffiths i publicada a Proceedings of the Biological Society of Washington 29(3): 10–11. 1916.

### Etimologia
- Opuntia: nom genèric que prové del grec usat per Plini el Vell per a una planta que va créixer al voltant de la ciutat d'Opunte a Grècia.[2]
- aciculata: epítet llatí que significa "marcat amb fines ratlles irregulars".[3]

### Sinonímia
- Opuntia engelmannii subsp. aciculata (Griffiths) U.Guzmán & Mandujano
- Opuntia engelmannii var. aciculata (Griffiths) Weniger
- Opuntia engelmannii var. aciculata (Griffiths) Bravo
- Opuntia engelmannii var. flexospina (Griffiths) B.D.Parfitt & Pinkava
- Opuntia flexospina Griffiths
- Opuntia lindheimeri var. aciculata (Griffiths) Bravo
- Opuntia strigii var. flexospina (Griffiths) L.D.Benson[4]